# Николаевка (Артельный сельский совет, Лозовский район)
Николаевка (укр. Миколаївка) — село,
Артельный сельский совет,
Лозовский район,
Харьковская область, Украина.
Код КОАТУУ — 6323980505. Население по переписи 2001 года составляет 1 (-/1 м/ж) человек.

## Географическое положение
Село Николаевка находится на расстоянии в 2 км от реки Орелька.
На расстоянии в 2 км расположены сёла Артельное и Надеждино.
По селу протекает пересыхающий ручей с запрудами.

## История
- 1824 — дата основания.